# Christophorus 6
Christophorus 6 ist die Bezeichnung für den Standort eines Notarzthubschraubers des Christophorus Flugrettungsvereins unter dem Dach des Österreichischen Automobil-, Motorrad- und Touring Clubs. Der Hubschrauber des Typs Airbus Helicopters H135 ist auf dem Flughafen Salzburg in der gleichnamigen Stadt stationiert.
Der Christophorus 6 ersetzte am 1. April 2001 den von dem Bundesministerium für Inneres am Flughafen Salzburg untergebrachten Notarzthubschrauber Martin 1. Dieser war zuvor seit 1983 im Einsatz gewesen, der Stützpunkt selbst dient bereits seit 1956 als Flugeinsatzstelle des Bundesministeriums im Land Salzburg.
Ein neuer Hangar für den Hubschrauber an dem Flughafen Salzburg wurde am 20. Juli 2006 nach fünfmonatiger Bauzeit eröffnet. Das ärztliche Personal stellt die Salzburger Landesklinik für Anästhesie und Intensivmedizin. Die tägliche Einsatzbereitschaft dauert von 7 Uhr bis zu dem Ende der bürgerlichen Abenddämmerung, die Alarmierung durch die Landesleitstelle Salzburg erfolgt mit steigender Tendenz etwa 1000 bis 1400 Mal im Jahr.
Die eingesetzte Maschine wird aus dem Flottenpool des Christophorus Flugrettungsvereins gestellt und wird je nach Wartungsbedarf regelmäßig durch eine andere baugleiche Maschine ersetzt.

## Zwischenfälle
Am 1. Mai 2006 flog die vierköpfige Besatzung des Christophorus 6 mit einem verunfallten Patienten an Bord die Landefläche auf dem Dach des Unfallkrankenhauses Salzburg an. Vor diesem stürzte der Hubschrauber auf einen dort befindlichen Kinderspielplatz, auf dem sich zu diesem Zeitpunkt keine Personen befanden. Der Pilot wurde bei dem Absturz schwer, die drei übrigen Mitglieder der Besatzung leicht verletzt, der Patient erlitt keine weiteren hierdurch bedingten Verletzungen. Im Rahmen der Unfallermittlungen wurde festgestellt, dass die Landefläche zwar unzulässig klein war, die Hauptschuld aufgrund einer zu hohen Anfluggeschwindigkeit aber trotzdem bei dem Piloten lag. Als Folge des Unfalls wurde der Dachlandeplatz des Krankenhauses ausgebaut und vergrößert. Der Pilot kehrte weniger als ein Jahr später wieder in das Cockpit zurück. Der Helikopter musste als Totalschaden abgeschrieben werden.